# Symplectoscyphus adpressa
Symplectoscyphus adpressa är en nässeldjursart som först beskrevs av James Cunningham Ritchie 1911.  Symplectoscyphus adpressa ingår i släktet Symplectoscyphus och familjen Sertulariidae. Inga underarter finns listade i Catalogue of Life.